# Вівіан Балакрішнан
Вівіан Балакрішнан (25 січня 1961) — сингапурський політик та дипломат. Міністр закордонних справ Сінгапуру (з 2015). Депутат парламенту Сінгапуру (2001—2006 та з 2006).

## Життєпис
Народився 25 січня 1961 року в сім'ї індійського таміла та китаянки. Закінчив англо-китайську школу, потім юнацький коледж у Сінгапурі. У 1980 році отримав президентську стипендію для вивчення медицини в Національному університеті Сінгапуру. Продовжив навчання у Королівському хірургічному коледжі в Единбурзі (1991).
У 1993 по 1995 рік працював у Лондонській офтальмологічній лікарні. Повернувшись до Сінгапуру працював лікарем офтальмологом. 
З 1999 до 2002 року служив медиком у Збройних силах Сінгапуру. 
Доцент Національного університету Сінгапуру. 
Працював заступником директора Сінгапурського національного офтальмологічного центру (SNEC) в 1997 році. 
Член партії «Народна дія». Призначений державним міністром національного розвитку Сінгапуру. 
З 2002 року очолював комітет із перебудови (реорганізації) Сінгапуру. 
З 2004 року Міністр торгівлі та промисловості Сінгапуру. 
У 2004—2011 роках очолював Міністерство суспільного розвитку, молоді та спорту Сінгапуру, у 2011—2015 роках — Міністерство довкілля та водних ресурсів Сінгапуру. 
З 2014 року керує програмою розвитку Сінгапуру «Розумна нація». 
У 2015 році призначений міністром закордонних справ Сінгапуру. У лютому 2019 року також став міністром транспорту.